# Paulin Louis Jérôme Paris
Pour les articles homonymes, voir Paris (homonymie).
Ne doit pas être confondu avec Paulin Paris.
Paulin Louis Jérôme Paris, né à Saint-Trojan-les-Bains (Charente-Maritime) le 25 août 1898 et mort à Toulon (Var) le 23 juillet 1934, est un officier de marine français et pilote de l'Aéronavale, de multiples fois recordman du monde de durée, distance ou vitesse sur hydravion.

## Biographie

### Famille et formation

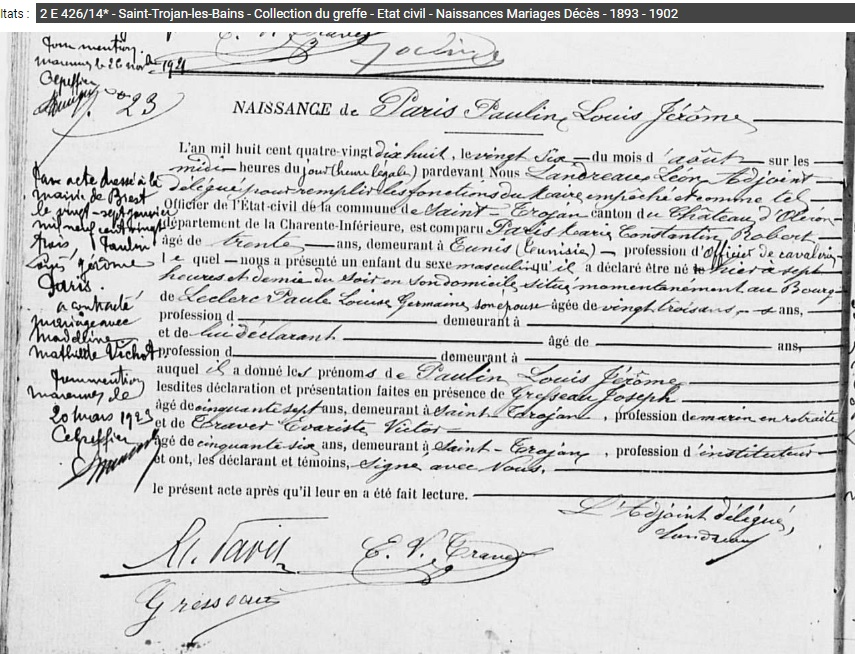
1898.08.25 - Acte de naissance de Paulin Louis Jérôme Paris.

Paulin Louis Jérôme Paris naît à Saint-Trojan-les-Bains le 25 août 1898 du mariage de Marie Constantin Robert Paris, résidant à Tunis (Tunisie) et de Paule Louise Germaine Leclerc. Son père est officier de cavalerie.
Il entre à l'École navale en septembre 1916 et en sort aspirant en juin 1917.

### Carrière militaire
À sa sortie de l'École navale, il sert sur la canonnière Gracieuse affectée à la division des patrouilles de Provence. Nommé Enseigne de vaisseau de 2e classe en octobre 1917, il embarque sur le cuirassé Condorcet de l'Armée navale puis en mars 1918] sur le Voltaire en tant qu'adjoint au service torpilles-électricité. Muté en décembre 1918 sur le cuirassé Lorraine, il est détaché à Cattaro puis à Tarente comme commissaire du gouvernement sur le transport brésilien Itu.
Promu Enseigne de vaisseau de 1re classe en février 1919, il est officier en second du torpilleur Bambara, opérant dans le Sud de la Méditerranée, et il y obtient en avril 1921 un témoignage de satisfaction pour les services qu'il a rendus durant la guerre gréco-turque à Izmit,  à l'occasion de laquelle il contribue au sauvetage d'un grand nombre de musulmans.
En 1922 il est admis à l’École de spécialité de l'Aviation maritime, à  Berre, comme élève-pilote, et y obtient le brevet d'aéronautique, ainsi que le certificat de pilote de chasse. En tant qu'officier en second de l'escadrille 6 B 2 dès 1925, il participe à la Guerre du Rif ; il est cité à l'ordre de l'armée.
En 1926, il commande l'escadrille 6 R 1 et effectue une croisière remarquable dans le Sud de la Méditerranée, et qui comporte un vol de nuit de Berre à Beyrouth, exploit exceptionnel à l'époque. En 1927, il commande l'escadrille 6 B 2 puis est envoyé en 1928 à la Commission d'études pratiques d'aviation à Fréjus-Saint-Raphaël (Var) comme pilote d'essai chargé d'étudier les nouveaux types d'hydravions. 
Il tente en 1928 un raid Paris-New York en hydravion mais échoue aux Açores à cause d'une avarie de moteur. Il réussit cependant une liaison Berre-Saint-Louis-du-Sénégal en hydravion, ce qui lui vaut un nouveau témoignage de satisfaction.
Devenu chef de la brigade marine à l’École d'aéronautique de Versailles en 1930, il établit cette année-là huit records du monde de durée, de distance ou de vitesse sur hydravion Latécoère 28.5, ainsi que trois records pour avions terrestres. En octobre 1931, il commande l'escadrille 4 E 1 et réussit une croisière en Méditerranée orientale, devenant ainsi l'un des meilleurs spécialistes du vol en haute mer et du vol de nuit. Il participe aussi à la mise au point du Latécoère 290, premier hydravion torpilleur de la marine.
En 1933, il commande l'aviation embarquée de la 1re division légère sur le croiseur Tourville mais il meurt d'une maladie foudroyante, à Toulon en juillet 1934. Selon Marcel Catillon (in-Mémorial aéronautique) il est inhumé au cimetière d'Avenay-Val-d'Or (Marne).

## Distinctions
Paulin Louis Jérôme Paris est nommé chevalier de l'ordre national de la Légion d'honneur le 12 janvier 1926) puis promu officier le 24 décembre 1931. Il est titulaire de la croix de guerre des Théâtres d'opérations extérieurs.

## Hommages
Paulin Louis Jérôme Paris fait la une du magazine Paris Match no 98 du 24 juillet 1928 à l'occasion de sa tentative de traversée de l'Atlantique [lire en ligne].
Son nom est donné à un hydravion transatlantique, le Latécoère 521 « Lieutenant-de-vaisseau-Pâris ».
Plusieurs communes ont tenu à lui rendre hommage en donnant le nom de lieutenant de vaisseau Paris à des rues : Grand-Quevilly, Brest,  Biscarrosse, Avenay-Val-d'Or, Le Mans.

## Pour approfondir